# 2015년 하계 스페셜 올림픽

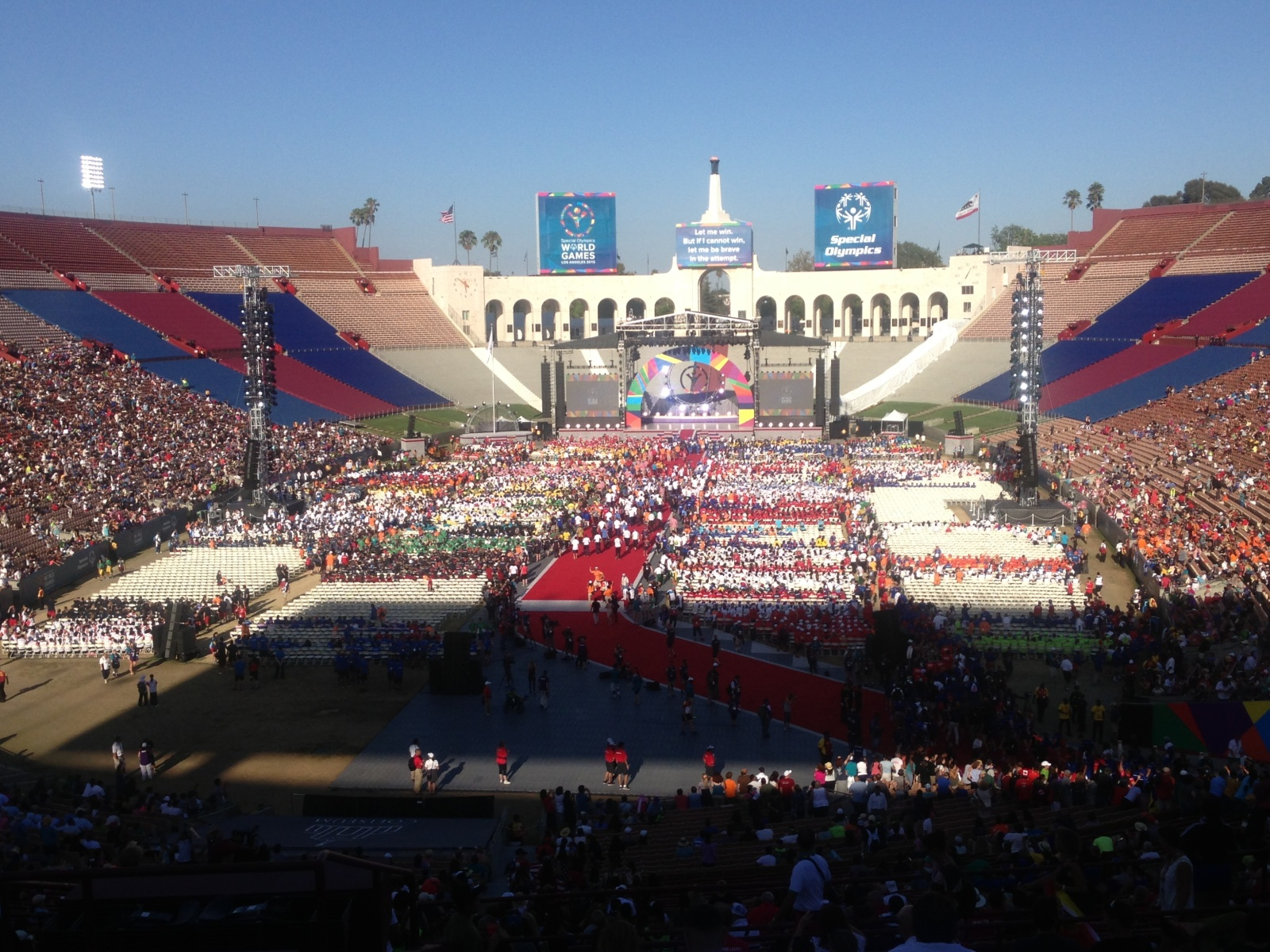

제14회 하계 스페셜 올림픽 세계 대회는 2015년 7월 25일부터 8월 2일까지 미국 로스앤젤레스에서 열린 스페셜 올림픽이다.